# 四溴丙烷
四溴丙烷，化学式C
3H
4Br
4，摩尔质量：359.68 g/mol，共8种，不考虑立体异构为6种，可以指：
- 1,1,1,2-四溴丙烷，CAS号：72108-72-6 ，(R)-异构体： ，(S)-异构体：
- 1,1,1,3-四溴丙烷，PubChem CID：638095
- 1,1,2,2-四溴丙烷，CAS号：34570-59-7
- 1,1,2,3-四溴丙烷，CAS号：34581-76-5 ，(R)-异构体： ，(S)-异构体：
- 1,1,3,3-四溴丙烷，PubChem CID：12669924
- 1,2,2,3-四溴丙烷，CAS号：54268-02-9